# Campeonato salvadoreño 1964
El Campeonato salvadoreño de fútbol 1964 fue la decimoquinta edición de la Primera División de El Salvador de fútbol profesional salvadoreño en la historia.

## Desarrollo
El campeón de esta edición fue el Águila, obteniendo su cuarto título. El subcampeón fue FAS por cuarta vez.

## Equipos participantes
| Club                       | Ciudad       | Departamento |
| -------------------------- | ------------ | ------------ |
| Águila                     | San Miguel   | San Miguel   |
| Alianza                    | San Salvador | San Salvador |
| Atlante San Alejo          | San Alejo    | La Unión     |
| Atlético Marte             | San Salvador | San Salvador |
| FAS                        | Santa Ana    | Santa Ana    |
| Gatos de Monterrey         | Santa Ana    | Santa Ana    |
| Juventud Olímpica          | Acajutla     | Sonsonate    |
| 11 Municipal               | Ahuachapán   | Ahuachapán   |
| Quequeisque                | Santa Tecla  | La Libertad  |
| Universidad de El Salvador | San Salvador | San Salvador |

## Tabla de posiciones
| Pos.         | Equipos                    | PJ  | PG | PE | PP | GF  | GC  | Dif. | Pts. |
| ------------ | -------------------------- | --- | -- | -- | -- | --- | --- | ---- | ---- |
| 1.           | Águila                     | 18  | 12 | 5  | 1  | 36  | 12  | 24   | 29   |
| 2.           | FAS                        | 18  | 9  | 5  | 4  | 35  | 17  | 18   | 23   |
| 3.           | Alianza                    | 18  | 8  | 7  | 3  | 25  | 20  | 5    | 23   |
| 4.           | Atlético Marte             | 18  | 7  | 7  | 4  | 21  | 13  | 8    | 21   |
| 5.           | 11 Municipal               | 18  | 7  | 7  | 4  | 25  | 18  | 7    | 21   |
| 6.           | Universidad de El Salvador | 18  | 5  | 5  | 8  | 18  | 24  | -6   | 15   |
| 7.           | Juventud Olímpica          | 18  | 6  | 2  | 10 | 25  | 35  | -10  | 14   |
| 8.           | Quequeisque                | 18  | 4  | 4  | 10 | 17  | 26  | -9   | 12   |
| 9.           | Atlante San Alejo          | 18  | 5  | 2  | 11 | 14  | 34  | -20  | 12   |
| 10.          | Gatos de Monterrey         | 18  | 3  | 4  | 11 | 15  | 32  | -17  | 10   |
| Equipos 1964 | Equipos 1964               | 180 | 66 | 48 | 66 | 231 | 231 | 0    | 180  |

|  |             |
|  | Play-off.   |
|  | Descendido. |

| Campeón          |
| Águila 4° Título |